# Давыд Всеславич
Давы́д Всесла́вич (между 1047 и 1057 — после 1129) — князь Полоцкий 1128—1129 годах, сын Всеслава Брячиславича. Возможно он также был полоцким князем и в 1101—1127 годах.

## Биография
Родился между 1047—1057 гг., так как в 1067 г. на переговоры с киевским князем его отец взял с собой двух сыновей, скорее всего старших. Умер после 1129 г. в изгнании в Византии.
Старшинство сыновей Всеслава дискуссионно. По мнению В. И. Пичеты, Давыд при разделе Полоцкого княжества на уделы был обделен и совсем не получил владений. О. М. Рапов считал его третьим сыном Всеслава. Но более вероятна версия В. Е. Данилевича, Н. А. Баумгартена и Л. В. Алексеева (318, с.56), которые считали Давыда старшим. Наверное он унаследовал отцовский стол в 1101 г. и был полоцким князем к 1127 г., когда его прогнало полоцкое вече. Да и брак сына Давыда с дочерью Мстислава Великого указывает на старшего из полоцких князей. Сын безземельного изгоя таких возможностей не мог иметь. Кроме того именно Давыд Всеславич возглавлял полоцкое войско в походе на половцев в 1103 г.
По мнению Л. В. Войтовича Давыд Всеславич был полоцким князем в 1101—1127, 1128—1129 годах, по другим сведениям, в 1101—1128 годах в Полоцке правил его брат Рогволод
В 1103 г. вместе с Владимиром Мономахом участвовал в победе над половцами близ урочища Сутень, а в 1104 г. с Мономашичами безуспешно осаждал брата своего Глеба в Минске. По мнению Рапова, поход против Глеба мог иметь целью защитить владельческие права Давыда. В 1106 г. Давыд вместе с братьями ходил на земгалов.
В 1127 г. полочане решили выгнать от себя Давыда. Узнав об этом, он вызвал из Изяславля своего сына Брячислава. Но это не помогло: полочане выгнали Давыда из Полоцка, взяв князем молодого Рогволода-Василия. Вероятно, тогда началась междоусобица последнего с Давыдом, в которую вмешался великий князь Мстислав Владимирович Великий, двинув на полоцких князей большие силы. Полочане увезли Рогволода-Василия к Мстиславу и убедили утвердить его на полоцком престоле вопреки праву старшинства. Давыд был вынужден уехать в Изяславль. Вероятно, Рогволод-Василий признал верховную власть Киева.
Очевидно, Давыд не смирился с потерей Полоцка. В 1129 г. Мстислав собрался в поход против половцев и призвал к участию полоцких князей. Давыд и другие насмешливо отказались. Более того, вероятно, когда Мстислав воевал с половцами, Давыд снова начал междоусобицу с Рогволодом-Василием. Вернувшись из похода, Мстислав послал своих воевод в Полоцкую землю; они захватили почти всех полоцких князей, в том числе Давыда с сыном, и привезли их в Киев. В 1130 г. над полоцкими князьями состоялся «суд русских князей», по приговору которого их вместе с семьями выслали в Византию.
Давыд не вернулся из ссылки; вероятно, он умер в Византии.

## Брак и дети
Имя жены неизвестно. Дети:
- Брячислав
- Володша Давыдович
- Микула Давыдович (предположительно)